# Revolta dels streltsí de 1698

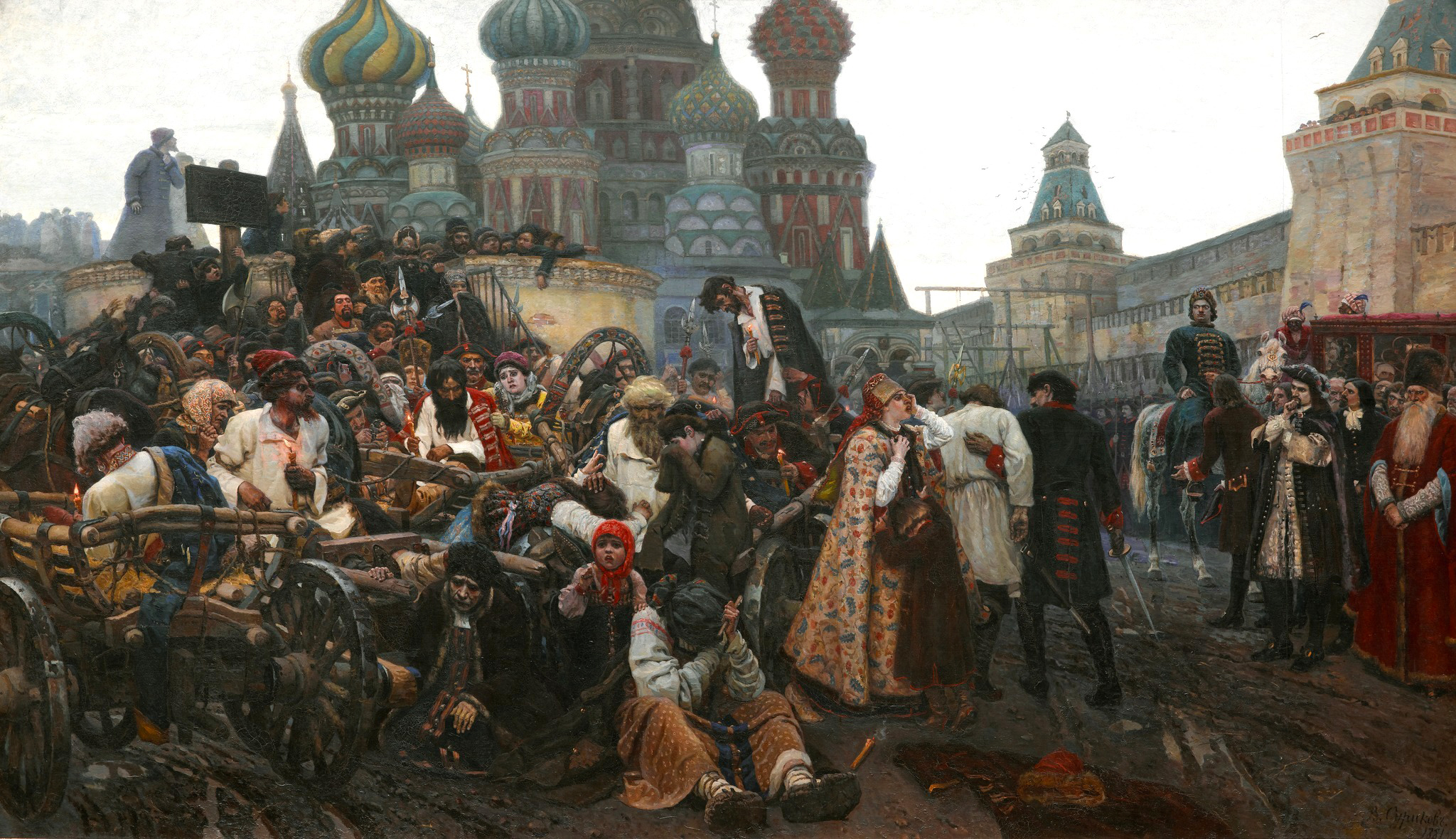
Vasili Súrikov, El matí de l'execució dels streltsí, 1881.

La revolta dels streltsí de 1698 (rus: Стрелецкий бунт 1698 года) va ser una revolta dels regiments de streltsí de Moscou durant l'absència de Pere I el Gran per la seva Gran Ambaixada de 1698. Quatre dels regiments, liderats per Fiódor Kolzakov, Ivan Txorni (Txamorsa), Afanassi Txubàrov i Tikhon Gundertmark (en total uns 2.200 soldats), es van rebel·lar després de ser traslladats el 1697 a Velíkie Luki –en lloc de Moscou–, a la frontera nord-occidental, després de la seva participació en les Campanyes d'Azov de 1695-1696. Les causes de la rebel·lió suggerides usualment pels historiadors han estat la duresa de les marxes (passant gana i havent de portar a coll als oficials davant l'absència de cavalls), l'escàs salari, l'allunyament de les famílies i la promoció d'oficials estrangers als graus militars superiors.
No obstant això, la revolta no només era motivada pels aspectes socioeconòmics, sinó que tenia un caire polític: d'acord amb diversos certificats i documents, els streltsí pretenien entronitzar a Sofia Alekséievna Romànovna, germana i germanastra, respectivament, d'Ivan V i Pere I, que havia governat com regent durant la seva minoria d'edat.
La insurrecció va ser aixafada per l'exèrcit governamental sota el comandament de Franz Lefort i Patrick Gordon. Els espernetecs de la rebel·lió van durar fins a 1707 i, com a conseqüència, van ser ajusticiades més de mil persones. Sofia, que havia participat ja en la revolta de 1682, va ser definitivament destituïda del poder i forçada a prendre els hàbits de monja al monestir de Novodévitxi.

## Antecedents

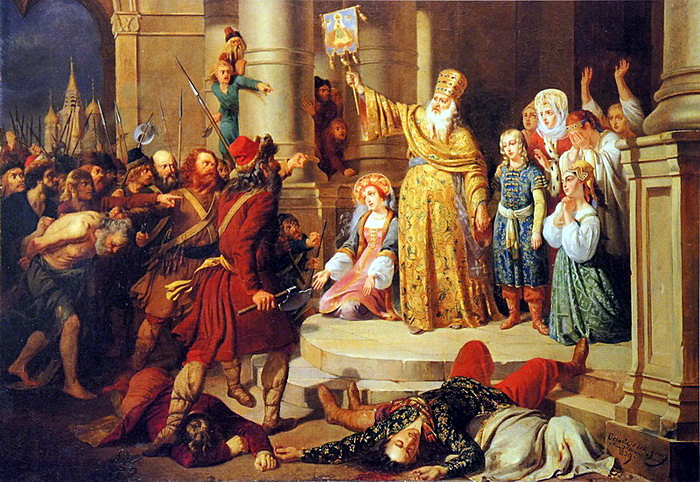
Octavie Rossignon, El tsar Pere Alekséievitx en els temps de la revolta dels Streltsí al Kremlin de Moscou, 15 de maig de 1682, 1839.

### Crisi dinàstica
La lluita entre els clans de boiars i la intervenció dels estaments militars en la política de l'Estat el 1682 després de la mort del jove tsar Teodor III va conduir a una crisi dinàstica. El tron havia de passar a un dels germans de Teodor: a Ivan, de 16 anys –fill de la tsarina Maria–, o Pere, de 10 anys –fill de la tsarina vídua Natàlia. En la Duma dels Boiars, que va veure reforçada la seva influència, competien dos partits: els partidaris de Maria i els partidaris de Natàlia.
En la proclamació com a tsar d'un dels germans va influir el patriarca Ioakim, que va donar suport als partidaris de Natàlia i va declarar a Pere com a futur governant. Per a María, l'elecció de Pere podia significar la pèrdua de privilegis i poder. La filla del tsar, Sofia Alekséyevna, germanastra de Pere per part de pare, es va aprofitar del descontentament dels streltsí (arcabussers) per la demora en el pagament dels salaris i l'arbitrarietat dels comandaments, va donar suport als partidaris de María i Ivan al costat dels boiars Vasili Golitsin i Ivan Jovanski, i va exercir un paper actiu en la revolta dels Streltsí de 1682, també coneguda com a Jovánshchina.
Com a resultat d'aquesta revolta en Moscou es van confirmar els drets dels descendents de María, declarant-se a Sofia com a regent per la feble salut d'Ivan i la minoria d'edat de Pere, que juntament amb la seva mare Natàlia, va haver de traslladar-se a Preobrazhénskoye, a l'est de Moscou, residència de camp del tsar Alexandre I. Sofia era auxiliada en l'exercici del govern pel seu soci en la revolta, el cap del prikaz dels strelstsí, Fiódor Shakloviti. La regència de Sofia en el regnat nominal d'Ivan V i Pere I es va mantenir durant set anys, fins al 1689. El matrimoni de Pere amb Eudoxia Lopujiná el 27 de gener d'aquest any va privar a Sofia el dret a la custòdia legal sobre el seu germà menor, i per això va ser destituïda del poder.

### Situació dels regiments de streltsí

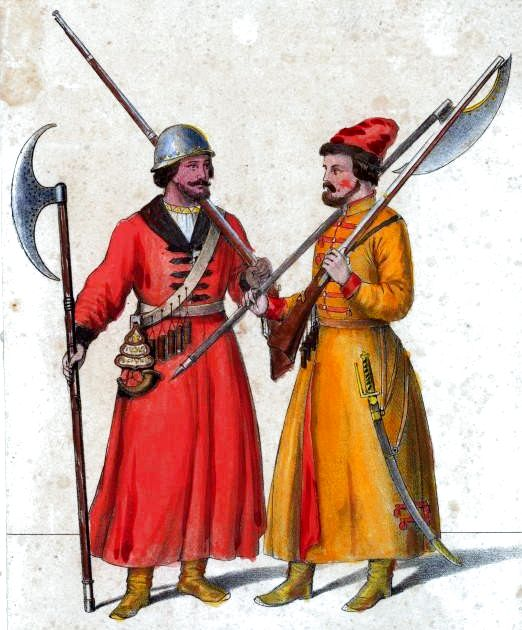
Streltsí en una il·lustració del segle XIX

L'exèrcit de streltsí o arcabussers estava compost per unitats de infanteria i formava el primer exèrcit regular de Rússia des de mitjan segle xvi. Els streltsí de Moscou es trobaven en una posició privilegiada -eren comparats amb els geníssers otomans-, com a unitat especial de les forces armades del tsar. En les últimes dècades del segle xvii, els streltsí van participar activament en els processos polítics i es van enfrontar amb freqüència a les decisions del govern. La revolta dels streltsí de 1698 va ser l'última d'aquest tipus del segle, i està relacionada amb altres episodis protagonitzats pels streltsí (revolta de 1682) i els esdeveniments de la política interior russa de finals del segle xvii i inicis del xviii. Aquests fets van influir en la decisió de Pere I de dissoldre el regiment de streltsí i començar a formar forces regulars militars subordinades per complet al sobirà.
Els streltsí vivien en ravals especials (slobodá), principalment en Zamoskvorechie, i constituïen una categoria social molt acomodada. A més de rebre un salari, tenien dret a ocupar-se en l'artesania i el comerç, sense les obligacions dels habitants d'un posad. Les transformacions que va dur a terme Pere I estaven enfocades cap a l'eliminació dels privilegis anteriors dels streltsí, aspirant a convertir als "geníssers russos" en soldats obedients al poder estatal.

### Participació delsstreltsíde Moscou en les Campanyes d'Azov

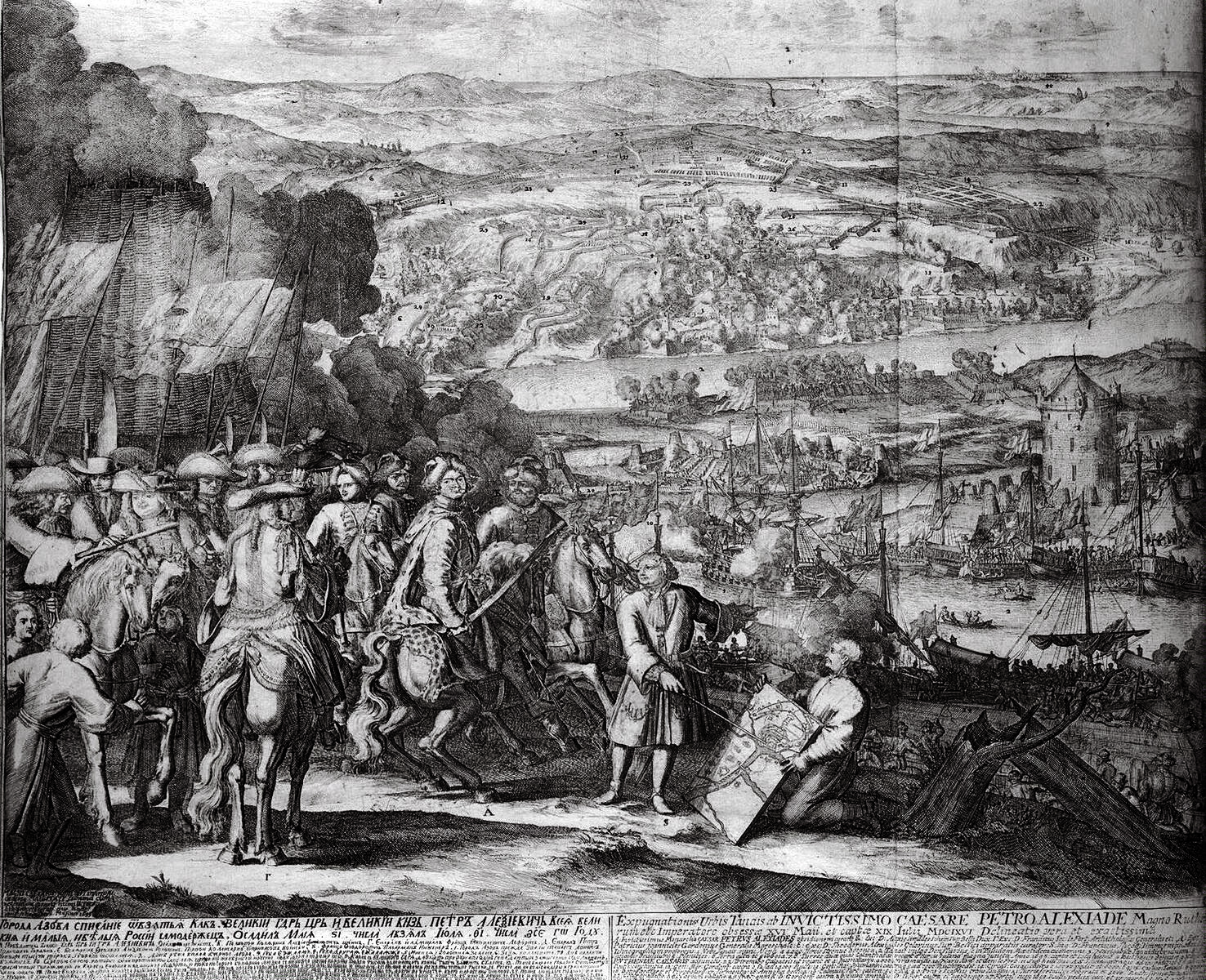
Batalla d'Azov, gravat. Adriaan Schoonebeek. El tsar Pere I i el voivoda Alekséi Shein, 1699.

En les files de l'exèrcit governamental que va ser enviat sota el comandament de Franz Lefort i Patrick Gordon a les campanyes d'Azov hi havia dotze regiments de streltsí (en la de 1695), i tretze en la de 1696. Es van queixar davant el generalíssim Alekséi Shein que en la campanya de 1695 Lefort els col·locava en els llocs més perillosos de les batalles.
Després de la captura de la ciutat, quatre dels regiments van ser deixats com guarnició en la fortalesa. Es va encarregar als strelstsí defensar la zona dels contraatacs otomans, treballs de restauració de les instal·lacions destruïdes durant el setge i la construcció de noves fortificacions. A l'estiu de 1697, els quatre regiments, sota el comandament de Fiódor Kolzakov, Iván Chorni (Chamorsa), Afanasi Chubárov i Tijón Gundertmark, en lloc de tornar a Moscou van ser enviats a Velíkiye Luki per defensar la frontera amb Polònia-Lituània. El trasllat dels soldats va ser enormement penós, havent de carregar els canons i remar en el pas de rius. El Tresor de l'Estat estava exhaust i els salaris eren pagats irregularment, malgrat ser-los exigit un servei dur i pràcticament sense descans.

Molts streltsí estaven molests amb el servei, llarg i lluny de casa. No van poder tornar en diversos anys a Moscou, havent deixat allí famílies i negocis. Especialment causava molèstia el nomenament d'oficials estrangers en els més alts rangs militars.Com afirma l'historiador soviètic Viktor Buganov, 
| « | Les raons per al descontentament dels streltsí, com el 1682, eren més que suficients. El pes de les campanyes, les grans pèrdues en setges i assalts a les fortificacions d'Azov, la desconfiança cap als comandants -molts estrangers-, la gana, el fred i altres privacions, la insuficiència extrema dels salaris, l'aïllament de les seves famílies i dels seus oficis, que eren un alleujament en el sustento de les mateixes. | » |

## La revolta

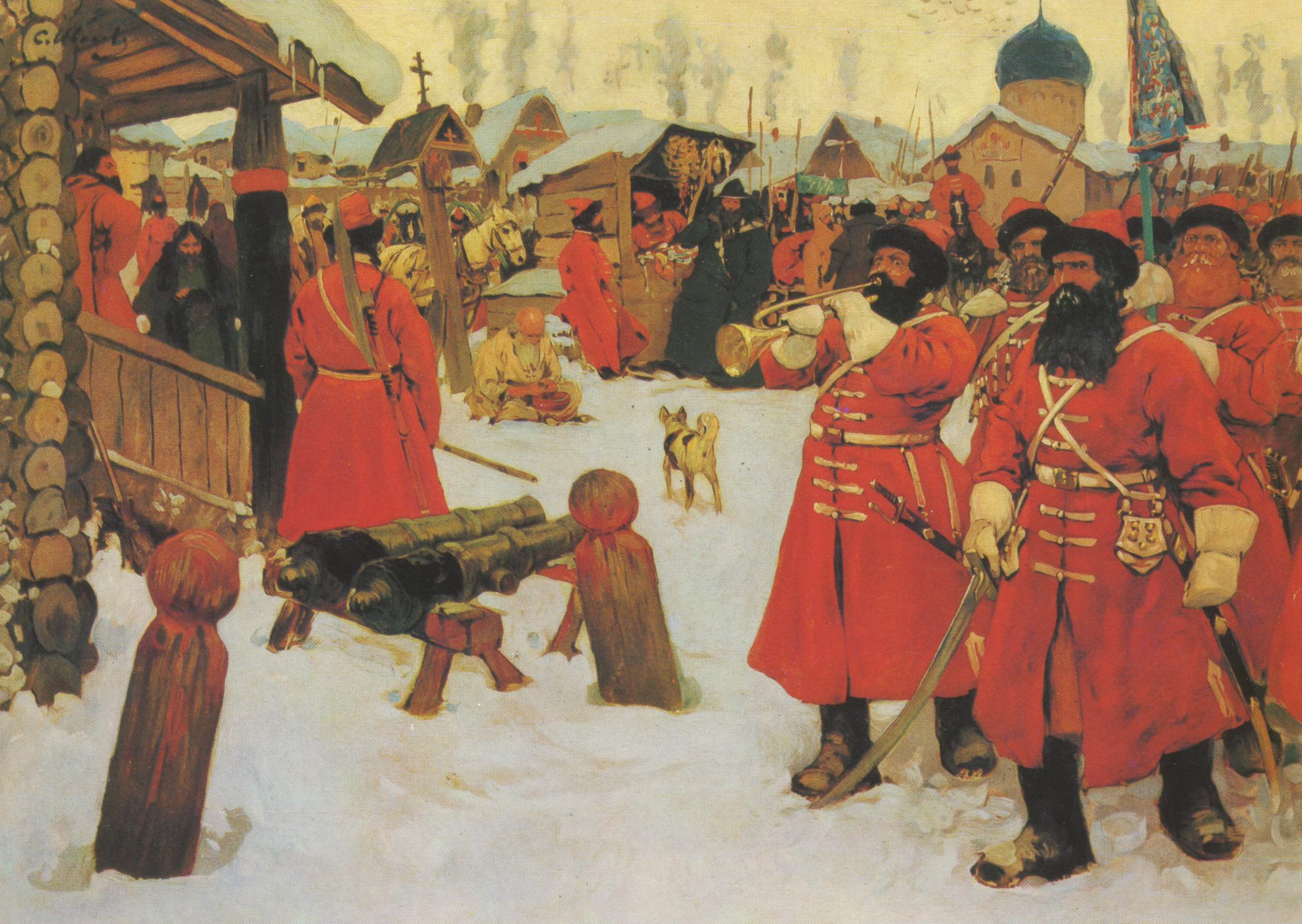
Serguéi Ivanov, Streltsí. 1907.

### Esdeveniments principals

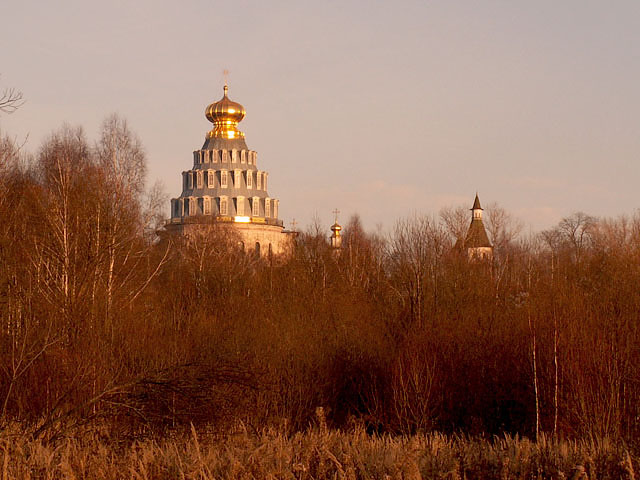
Vista del Monestir de la Nova Jerusalem des del riu Istra.

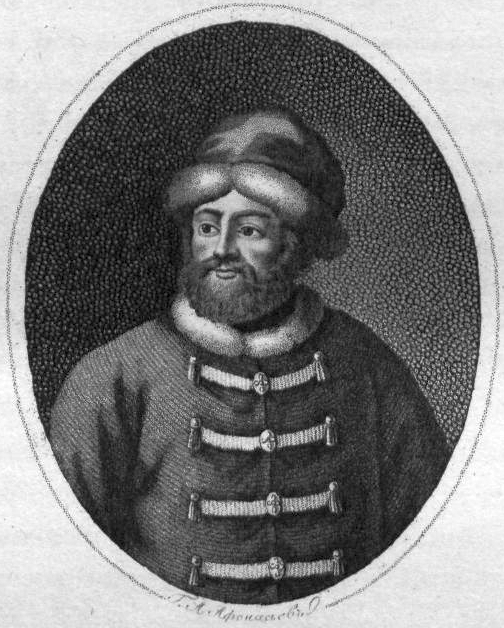
A. G. Afonasiev, Alekséi Shein, 1821.

El descontentament va créixer entre les files dels regiments de streltsí enviats al nord-oest. L'absència en l'Estat de Pere I, que el 1697-1698 va viatjar a l'estranger com a part de la seva Gran Ambaixada, va agreujar la situació. En el seu lloc, Pere va deixar al càrrec de la situació al príncep-césar Fiódor Romodánovski.
Al març de 1698 van arribar a Moscou 175 streltsí que havien desertat dels regiments de Velíkiye Luki. Van al·legar davant les autoritats de Moscou que molts dels seus companys d'armes patien escassetat d'aliments i que havien estat enviats per reclamar el pagament dels salaris. Van presentar la seva reclamació a l'encarregat del prikaz dels streltsí, el boiar Iván Troyekúrov. De la carta que Romodánovski va enviar al tsar informant-li de les reclamacions dels streltsí es dedueix que els salaris endarrerits van ser pagats, però els streltsí es van negar a abandonar Moscou fins que s'haguessin assecat els camins, queixant-se de les càrregues del servei, l'opressió a la qual se'ls sotmetia i la mendicitat a la qual es veien abocats.
El boyardo Troyekúrov va ordenar als streltsí seleccionar a quatre representants per a les negociacions. Durant les mateixes, Troyekúrov va ordenar arrestar als representants, però una munió partidària dels arcabussers ho va impedir al pati de la casa del boiar. Els streltsí van respondre donant un termini de dos dies a Troyekúrov per al pagament dels salaris de pa, afirmant que si no es complia traurien al carrer als boiars i els maltractarien. L'episodi revela l'animadversió dels streltsí cap a alguns boiars de Moscou.
Els streltsí es van atrinxerar en els seus slobodas, intentant establir contactes amb la zarevna Sofia, tancada en el Monestir Novodévichi. El 4 d'abril de 1608 es va enviar contra els streltsí a soldats del regiment Semiónovski, que amb ajuda dels habitants del posad van forçar als primers a abandonar la capital. Entre ells van començar a circular dues cartes escrites per Sofia en les quals cridava als regiments a la revolta i al derrocament del tsar Pere. L'autenticitat de les mateixes mai va ser confirmada. Així mateix, entre l'exèrcit va començar a estendre's el rumor que Pere s'hi havia germanitzat, renunciant a la fe ortodoxa, o que havia mort a Europa.
A finals de maig, quatre dels regiments de streltsí van ser traslladats de Velíkiye Luki a Toropets, on es trobava la residència del voivoda Mijaíl Rodománovski. Davant la negativa dels streltsí de lliurar als fugitius, el voivoda va fer sortir al regiment de palau en formació de combat i ho va instal·lar en el camí a Moscou. El 6 de juny, tots els regiments de streltsí es van reunir a la vora del Dvina i Artemi Maslov, del regiment de Chubárov, va llegir a tots la carta de Sofia Alekséyevna que els instava a acudir a Moscou. El 9 de juny, el diplomàtic alemany Johann Korb, que residia a Moscou, reflecteix en les seves anotacions que havia arribat a la ciutat el rumor de la revolta dels streltsí, causant un terror generalitzat.
Així doncs, a principis de juny, els streltsí van prendre el camí de Moscou, van destituir als seus comandants i van triar quatre representants per regiment. L'11 de juny, Fiódor Romodánovski informava per carta al tsar i est li responia autoritzant-li a aixafar la rebel·lió. Els revoltats (uns 2Plantilla:Esd200 homes), es van enfrontar a quatre regiments d'infanteria (Preobrazhenski, Semiónovski, Lefórtovski i Butyrski), artilleria i un de cavalleria, sota el comandament de Patrick Gordon, Alekséi Shein i Iván Koltsov-Mosalski, sent derrotats al costat del Monestir de la Nova Jerusalem, a la vora del riu Istra, 40 km a l'oest de Moscou. Després de passar el revista el 14 de juny al costat del riu Jodynka, les tropes governamentals van sortir de Moscou per trobar als revoltats al costat del monestir el 18 de juny, prèviament ocupat el dia anterior per les tropes de Anikita Repnín. Es van donar negociacions per ambdues parts, segons registra Iván Zheliábuzhski en les seves Zapiski, afirmant els revoltats que anirien a Moscou a reclamar per les seves necessitats, no a barallar, mentre que Gordon els recriminava la seva falta de fidelitat. Els revoltats demanaven anar a Moscou a reunir-se amb les seves famílies per uns dies i després partir a la destinació que volgués el govern, però els comandants tsaristes no ho han acceptat, donant començament a la batalla. La superioritat numèrica, la possessió d'artilleria i l'eficiència del comandament de les tropes governamentals van decantar del seu costat el resultat de la batalla, que va durar aproximadament una hora. Els streltsí captius van ser tancats temporalment en els calabossos del monestir. Entre les seves files va haver-hi 20 morts i 40 ferits, mentre que en les del govern van ser ferits quatre soldats.

## Conseqüències

### Execució delsstreltsí

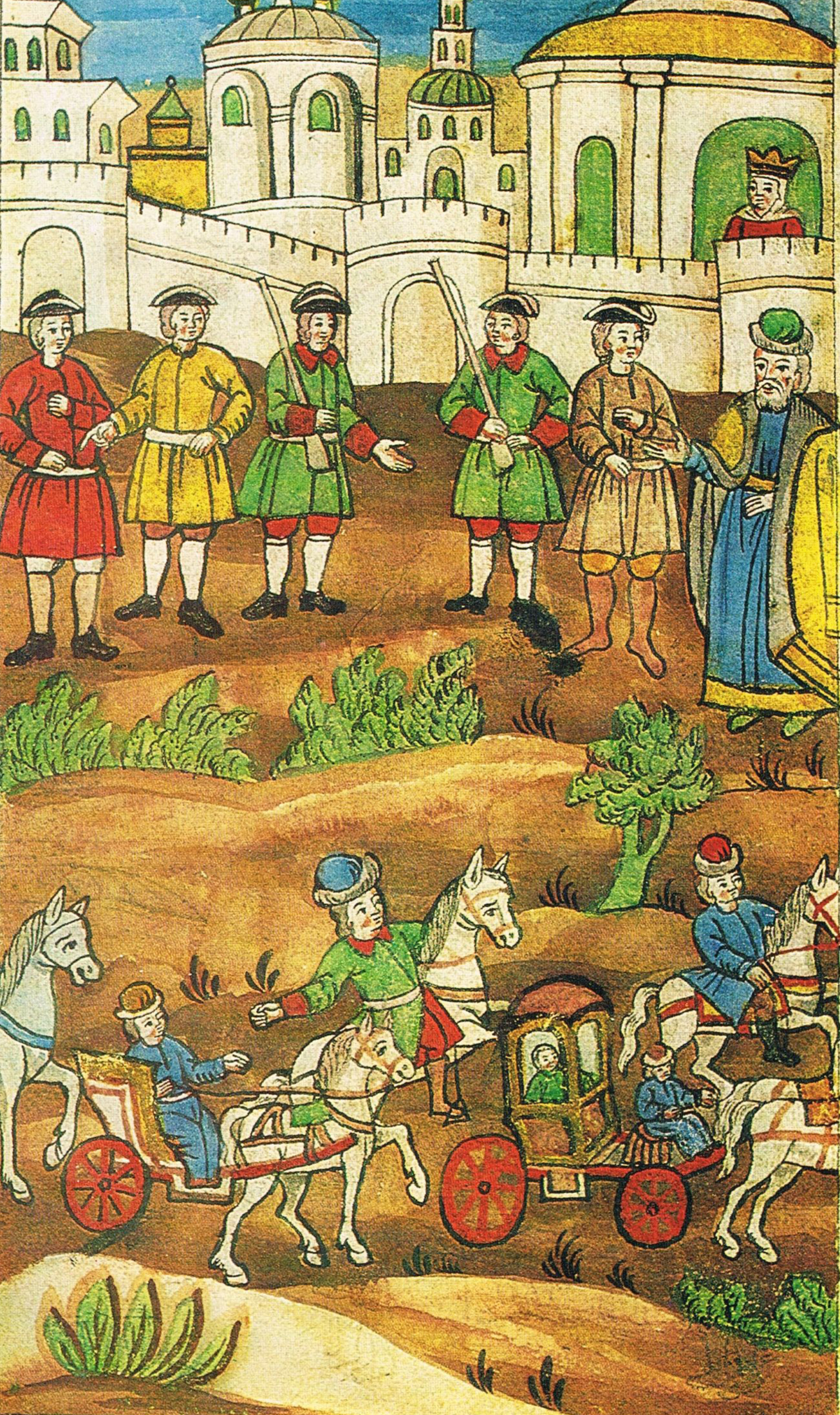
Piotr Kriokshin, Història de Pere I - Arrest de la zarevna Sofia en el monestir Novodévichi el 1689. Miniatura, mitjan del.

Les primeres etapes del procés contra els revoltats es van donar immediatament després de la batalla, sent ajusticiats al costat del monestir per ordre de Shein els primers 56 principals instigadors de la revolta entre el 22 i el 28 de juny de 1698. 74 fugitius van ser enviats a Moscou. 140 soldats van ser castigats amb el knut i exiliats, i 1.965 captius van ser enviats a diverses presons i monestirs. No obstant això, al retorn de Pere I el 25 d'agost, no es va mostrar satisfet amb la precipitada perquisició realitzada per Shein i Romodánovski, iniciant-se el 17 de setembre, onomàstic de Sofia, una nova investigació, que es perllongaria durant 1699 i 1700.
Van ser interrogats les esposes, germanes i altres parents dels arcabussers. També es va sotmetre a interrogatoris i tortures a les criades de la zarevna Sofia. Pere estava convençut de la culpabilitat de la seva germanastra, participant personalment en l'interrogatori de Sofia. No obstant això, no va reconèixer la seva culpa i tampoc es va trobar la suposada carta en la qual recolzava la rebel·lió. Sofia va ser retornada al monestir Novodévichi, on moriria el 1704. Les cel·les de Sofia i de Eudoxia Lopujiná, primera esposa de Pere, es conserven encara en el monestir.
L'execució dels streltsí es va iniciar en Moscou el de 10 d'octubre de 1698. Van ser ajusticiats més de mil streltsí i uns sis-cents van ser torturats amb el knut, marcats i exiliats. Pere I va tallar personalment el cap a cinc dels presoners. Els cossos dels ajusticiats van ser deixats en el lloc de l'execució durant cinc mesos i tres dels cadàvers van ser penjats al costat de la finestra de Sofia en el monestir amb les seves "peticions" a la zarevna en mà.
Segons la tradició, Pere I va voler atorgar una gran solemnitat a l'execució per causar temor. Va ordenar que es traslladés als streltsí en trineus negres adornats amb cintes negres. Els presoners serien conduïts al cadafal en parelles, amb veles enceses a les mans. Els cavalls devien ser també negres i els cotxers havien de portar abillaments d'aquest color. Així són representats en la pintura de Vasili Súrikov, El matí de l'execució dels streltsí.
A les famílies dels streltsí ajusticiats les hi va exiliar de Moscou, i es va prohibir el donar-los aliment o treball, condemnant-les a mort d'una manera indirecta. Els allotjaments dels streltsí a Moscou, van ser destruïts o venuts pel prikaz dels streltsí. Entre els compradors d'aquests terrenys van estar els principals homes d'estat de l'època de Pere I: Aleksandr Menshikov, Borís Sheremétev, o el comte Fiódor Golovín. Altres terrenys van ser adjudicats a uns altres prikaz i a funcionaris. Part de les terres es van repartir entre membres dels regiments de la guàrdia i unes altres van ser comprades per clergues, comerciants, artesans i guàrdies.
Les últimes conseqüències i execucions relacionades amb la revolta es van donar el 1707, amb l'execució d'Artemi Maslov, qui havia llegit la suposada carta de Sofia als streltsí en 1698. Els 16 regiments de streltsí o arcabussers van ser dissolts entre finals el segle xvii i començaments del xviii, els seus integrants van ser degradats al rang de soldats regulars i van ser destinats, juntament amb les seves famílies, a altres ciutats fora de Moscou, com a habitants de posad. En 1699 es va realitzar una reforma militar que establia la substitució de l'exèrcit de streltsí per l'exèrcit regular, subordinat al govern

## Historiografia

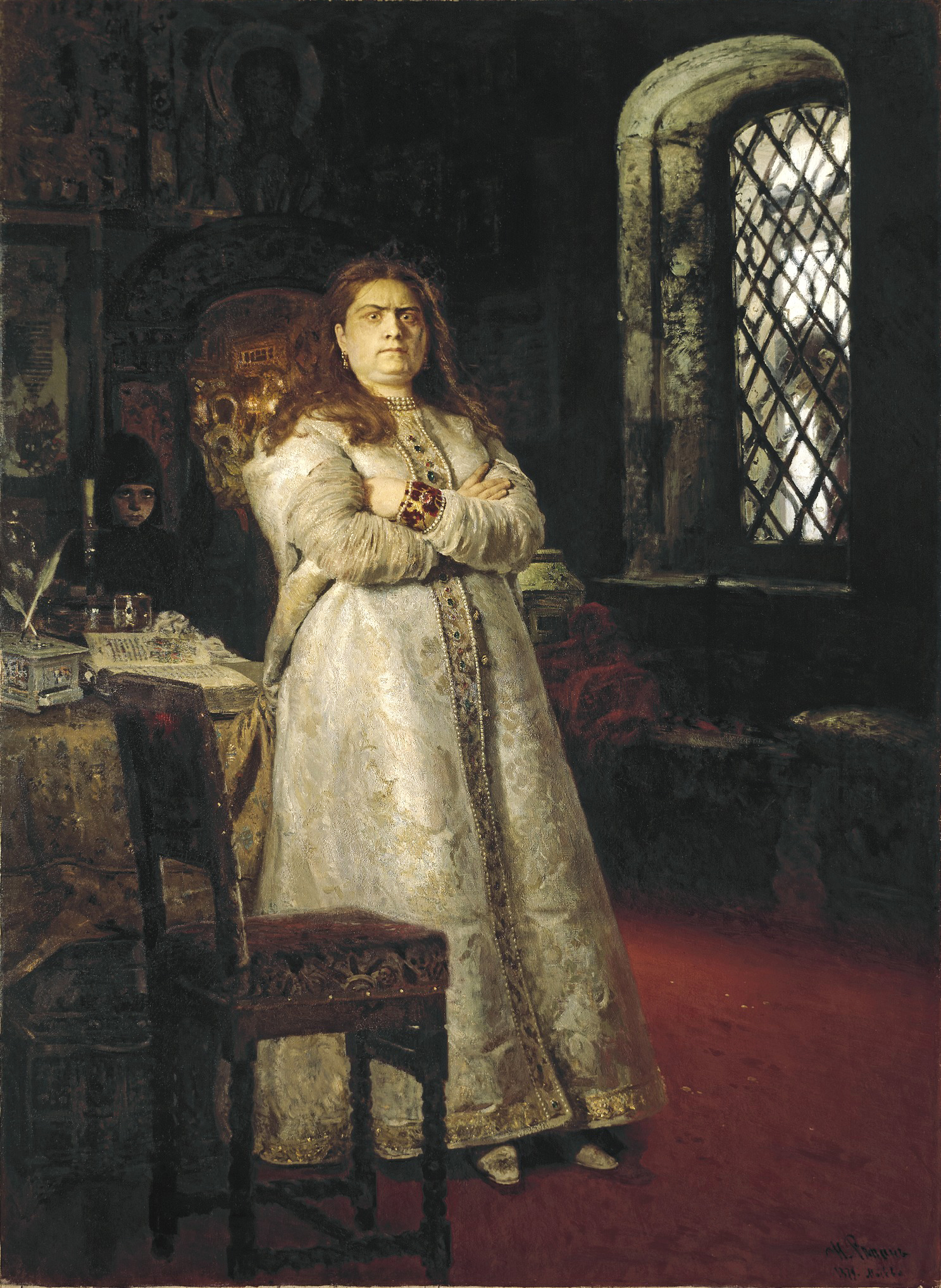
Iliá Repin, La gran princesa Sofia Alekséyevna en el monestir Novodévichi (1879).

En general, no hi ha un acord en com representa la historiografia els esdeveniments que van causar la revolta dels streltsí de 1698. Per a alguns investigadors, la causa va ser la càrrega dels serveis exigits als arcabussers en ciutats frontereres, les extenuants marxes, i l'opressió per part dels comandaments. No obstant això, per als autors que la van relatar durant el regnat de Pere I i al llarg del segle xviii, els streltsí eren rebels al servei de Sofia Alekséyevna en la lluita pel poder.

### Historiografia prèvia a la revolució
En els treballs dels autors de la primera cambra del segle xviii hi ha un discurs molt negatiu sobre els streltsí. Són representats com a instruments de Sofia en la lluita pel poder. A l'obra del baró Heinrich von Huyssen La revista del sobirà Pere I els streltsí són comparats amb els pretorians de l'antiga Roma i els geníssers otomans.
A les obres de Nikolái Karamzin hi ha un únic esment negatiu sobre els streltsí, que va iniciar la tradició apologètica de les accions de Pere I i la consideració negativa dels streltsí de Moscou. La línia "antistreltsí" va ser desenvolupada posteriorment per l'historiador Mijaíl Pogodin en els seus articles sobre Pere. Investigant la història dels streltsí, Pogodin es mostra favorable a la glorificació dels assoliments del governant i la crítica a les reminiscències de temps anteriors. El punt de vista d'aquest historiador va exercir una gran influència en la perspectiva sobre l'assumpte de Serguéi Soloviov.
L'exèrcit de streltsí no va ser objecte d'una investigació seriosa fins a l'aparició de l'obra de Serguéi Soloviov Història de Rússia des dels temps antics. L'autor es posiciona també defensant la inevitabilitat i la necessitat de les reformes de Pere I. Els streltsí apareixen únicament com un dels factors de la crisi política de Rússia al moment, superada pel geni de Pere I. L'historiador presenta les accions dels streltsí de forma humiliant, seguint el relat de les fonts, especialment del Dnevnika de Patrick Gordon.
Nikolái Ustriálov continua aquesta tradició, condemnant als streltsí i associant-los a les ambicions de Sofia Alekséyevna.

### Historiografia soviètica
L'historiador soviètic Mijaíl Pokrovski vinculava la revolta dels streltsí de 1698 a altres moviments socials de finals del segle XVII en Rússia, afirmant que el descontentament públic estava dirigit contra el pes del capital comercial. Seguint la tradició historiogràfica soviètica acceptada, contraposa les agitacions públiques a la repressió del règim tsarista sobre els streltsí. Per a l'historiador Víktor Bugánov, que investigava els conflictes socials de la segona meitat del segle xvii, l'objectiu bàsic dels streltsí era tornar a Moscou amb les seves famílies i millorar la seva situació econòmica, i lliurar-se de les excessives càrregues del servei, les burles, ofenses i humiliacions per part dels poderosos i els comandants
En l'actualitat, els investigadors se centren a revisar el relat de les revoltes dels streltsí, així com el paper i la participació dels streltsí en la vida política del segle XVII

## La revolta a les arts i la literatura
- L'execució dels streltsí després de la seva revolta de 1698 va ser representada per Vasili Súrikov en la seva famosa pintura El matí de l'execució dels streltsí, realitzada el 1881.
- El 1883 es va publicar la partitura de l'òpera de Modest Músorgski, la Jovánschina, inspirada en la revolta, amb lletra de Nikolái Rimski-Kórsakov.
- La pintura de Iliá Repin La gran princesa Sofia en el monestir Novodévichi (1879), representa el tancament de Sofia Alekséyevna Románova al monestir després de la revolta.
- Els esdeveniments de les revoltes de 1698 i 1682 van ser relatats en la novel·la Pere I d'Aleksei Tolstoi i a El Joc de la Sort de Rufin Gordin.
- Aquests esdeveniments també apareixen a les pel·lícules En l'inici dels dies gloriosos de Serguéi Gueràssimov (1980) i la telesèrie estatunidenca Pere el Gran (1986).